# Autoroute A 55
Die Autoroute 55, auch als Autoroute du Littoral bezeichnet, ist eine mautfreie Autobahn im französischen Département Bouches-du-Rhône in der Provence. Sie verbindet Marseille mit Martigues und anschließend über die N 568 mit Arles, von wo aus man über die A 54 nach Nîmes gelangen kann. Die Autobahn hat heute eine Länge von 38 km.
Die A55 wurde 1972 als Ortsumfahrung von Martigues gebaut,  drei Jahre später wurde sie bis zur A 7 verlängert. 1989 wurde die A 55 bis nach Marseille fertiggestellt.
Der Ausbau der N 568 nach Arles zur Autobahn ist geplant. Damit wird die Autobahn im Endausbau eine Länge von 77 km erreichen.